# Pendul Foucault

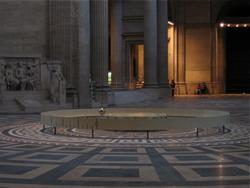
Pendulul lui Foucault în Panthéon, Paris.

Traiectoria pendulului Foucault.

Pendulul lui Foucault la polul nord al pământului care se rotește.

Pendulul lui Foucault este un dispozitiv experimental bazat pe pendulul gravitațional, realizat de fizicianul francez Léon Foucault, care demonstrează că Pământul se învârte în jurul propriei axe.

## Dispozitivul experimental
Dispozitivul experimental constă într-un pendul gravitațional capabil să oscileze în orice plan vertical. Prima demonstrație a avut loc în februarie 1851, în Camera Meridianului de la Observatorul din Paris. Câteva săptămâni mai târziu, Leon Foucault a suspendat o sferă cu o masă de 28 kg, prevăzută cu un vârf ascuțit, de domul Panthéonului, la capătul unui fir lung de 67 m. Pe podea este presărat un strat de nisip fin, pe care vârful pendulului trasează o rozetă și revine în locul de unde a pornit după 32 de ore. La latitudinea de 30°, o rotație completă durează 48 de ore.

## Explicația fenomenului
Corpurile care se rotesc își păstrează planul de rotație, fenomen fizic utilizat la construirea giroscoapelor și girobusolelor. Cum mișcarea de oscilație este, în esență, o proiecție liniară a unei mișcări de rotație, pendulul gravitațional își păstrează neschimbat planul de oscilație liniară. În timp ce el oscilează în plan vertical, sub el Pământul se rotește, la latitudinea Parisului cu 11°19' pe oră.

## Alte locuri de amplasare a unor pendule Foucault
Ele sunt plasate peste tot în lume, atât în emisfera nordică, cât și în cea sudică. O listă a lor, în limba engleză, se găsește aici. 
Cel mai vechi Pendul Foucault din România se găsește în pavilionul B al Universității din Oradea. Acesta a fost montat în anul 1964 de către prof. Coriolan Rus, decanul de atunci al Facultății de Matematică - Fizică. A fost realizat la Uzina Înfrățirea din Oradea. Dispozitivul are o masă de 60 de kilograme și este suspendat la o înălțime de 14 metri. 
In 2023 a fost instalat cel mai nou si mai mare pendul din Romania, fiind atarnat in gol de la o inaltime de peste 60 m. Acesta a fost realizat de sculptorul Giulian Octav Dumitriu, impreuna cu o echipa pluridisciplinara. Pendulul se afla in Bucuresti, in cladirea Charles de Gaulle Plaza, imobil de referinta in peisajul arhitectonic romanesc. 
Începând cu data de 17.11.2012, există un asemenea dispozitiv și în România, acesta fiind amplasat în Corpul A al Facultății de Construcții și Instalații din cadrul Universității Tehnice (UTI) "Gheorghe Asachi" din Iași.
Din Februarie 2013 a fost instalat și un sistem automat de acționare, pentru a menține pendulul în oscilație permanentă. Sistemul a fost realizat de prof. univ. Cătălin D. Gălățanu și are avantajul că permite vizualizarea mișcării de precesie pe un pat de nisip de cuarț.
Un pendul mai este amplasat și în corpul nou al Colegiului Național "Vasile Alecsandri" din Galați de pe data de 26 noiembrie 2011.

În octombrie 2010, a fost instalat (sub coordonarea profesorului de fizică Galer Sorin) un Pendul Foucault în Botoșani, la Colegiul Național "A. T. Laurian". Are 17,5 metri lungime și o masă de 25,6 kg. Este util în cadrul unor experimente didactice, dar a fost folosit și în confirmarea efectului Jeverdan-Rusu-Antonescu în timpul Eclipsei totale de Soare din 04.01.2011.

Pe la începutul secolului al XIX-lea, un savant român a efectuat un experiment cu Pendulul lui Foucault, la București, sub cupola Atheneului.
Experimentul a fost atracția Capitalei pentru câteva luni. Despre această demonstrație scrie George Potra în "Istoria Bucureștilor"..
În mina de sare Cacica din județul Suceava au fost realizate experimente cu pendulul lui Foucault în scopuri științifice de către Prof. Dimitrie Olenici începând din decembrie 2002, cu un pendul cu lungimea de 4,75 m și masa de 6,5 kg, instalat în "Sala de Dans", la adâncimea de 40 m. Cu acest pendul s-au făcut ocazional și demonstrații pentru publicul vizitator.
În prezent în "Sala de Agrement" din mina Cacica, la adâncimea de 60 m, este instalat un pendul Foucault cu lungimea de 6 m de formă aerodinamică, lentilă de plumb cu diametrul de 20 cm, grosimea la mijloc 6 cm și masa de 8 kg. Acesta este, după informațiile afișate în interiorul minei Cacica, singurul pendul Foucault din România cu ajutorul căruia se fac demonstrații pentru publicul larg. [5]